# Ana Vrljić
Ana Vrljić (1 augustus 1994) is een tennisspeelster uit Kroatië.
Ze begon op vierjarige leeftijd met tennis. In het enkelspel won ze in 2011 het $25000 ITF-toernooi van Opole, bij de dubbels in 2003 het $25000 ITF-toernooi van Darmstadt. 